# Parque nacional Río Onkaparinga
El Parque nacional Río Onkaparinga es un parque nacional en Australia Meridional, ubicado a 32 km al sur de Adelaida e incluye el Parque Recreacional Río Onkaparinga.
Una serie de colinas separa el parque de los suburbios colindantes. La vegetación del parque ha sido altamente influenciada por la actividad humana, dado que en la región se incentivó por mucho tiempo el crecimiento de pastos para ganado, por lo que en algunos puntos es escasa o poco variada. La sección mejor preservada es Hardy's Scrub. Han sobrevivido sobre todo eucaliptos como los Eucalyptus microcarpa (Grey Box), Eucalyptus fasciculosa (Pink Gum), Eucalyptus porosa (Mallee box), Eucalyptus Cameldulensis (Red Gum), y Eucalyptus leucoxylyn (Blue Gum). Entre las especies europeas más comunes están los olivares (Olea europaea) que prosperan libremente. Desde los años 1980 se ha iniciado un proceso de repoblación del parque con especies autóctonas. Actualmente, el parque es regularmente impregnado con semillas de especies nativas.
En el parque se puede observar la actividad de insectos, particularmente de mariposas como la Lepidoptera y libélulas; es frecuente encontrarse con canguros, en las colinas de abundante pasto, si bien en general evitan a los humanos. 
El cañón de Onkaparinga tiene un terreno muy empinado por el que pasa el sendero de vehículos, pero las vistas a las que se accede por esa vía hacen que el paseo valga la pena.
El parque es frecuentemente señalado en los mapas como Parque Recreacional Río Onkaparinga. La entrada se encuentra en la vía de la cordillera Piggott, Colinas de Onkaparinga.

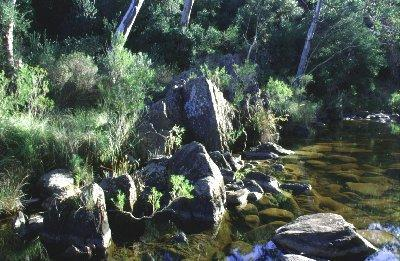
Cañón de Onkaparinga.

## Escalada de rocas
La escalada está permitida en la zona de los acantilados designada cerca de la Puerta 10. Es necesario tener las habilidades y el equipo específicos. Para realizar esta actividad hay que notificarla primero con la Oficina del Distrito Belair.
En diciembre de 2006 un incendio forestal seguramente provocado devastó 200 ha de la vegetación del parque.